# Jean Bart
Jean Bart, en flamenco también Jan Bart o Jan Baert (Dunkerque, 21 de octubre de 1650 - Dunkerque, 27 de abril de 1702), fue un marino, navegante y corsario francés famoso por sus hazañas al servicio de Francia durante las guerras de Luis XIV de Francia. Medía 2,04 m de altura y procedía de una familia de pescadores y es considerado como el más emblemático de los corsarios dunkerqueses.
Comenzó a navegar en 1667, a los quince años, a las órdenes de Michiel de Ruyter, para las Provincias Unidas de los Países Bajos, y participó en la campaña del Támesis. Durante la guerra de Holanda, fue corsario en nombre de Francia y acumuló presas (más de cincuenta entre los años 1674 y 1678). Admitido en enero de 1679 en la marina de guerra real francesa, con el rango de teniente, combatió contra los piratas berberiscos en el mar Mediterráneo y fue promovido a capitán de fragata en agosto de 1686.

## Biografía
Descendía de una familia de corsarios dunkerqueses al servicio de España, que incluía a su bisabuelo Michel Jacobsen y su abuelo Cornelis Weus, aunque Jean inicialmente no formó parte de este negocio, sirviendo en su lugar en el bando opuesto bajo el holandés Ruyter. Fue tras el fin de la guerra de Flandes que pasó al corso de Dunkerque, esta vez ya al servicio de Francia.

### Guerra de los Nueve Años
En 1689, era el responsable, junto con Forbin, de conducir un convoy desde Dunkerque a Brest, siendo hecho prisionero por los ingleses. Se escapó y volvió a Saint-Malo atravesando el canal inglés a remo.

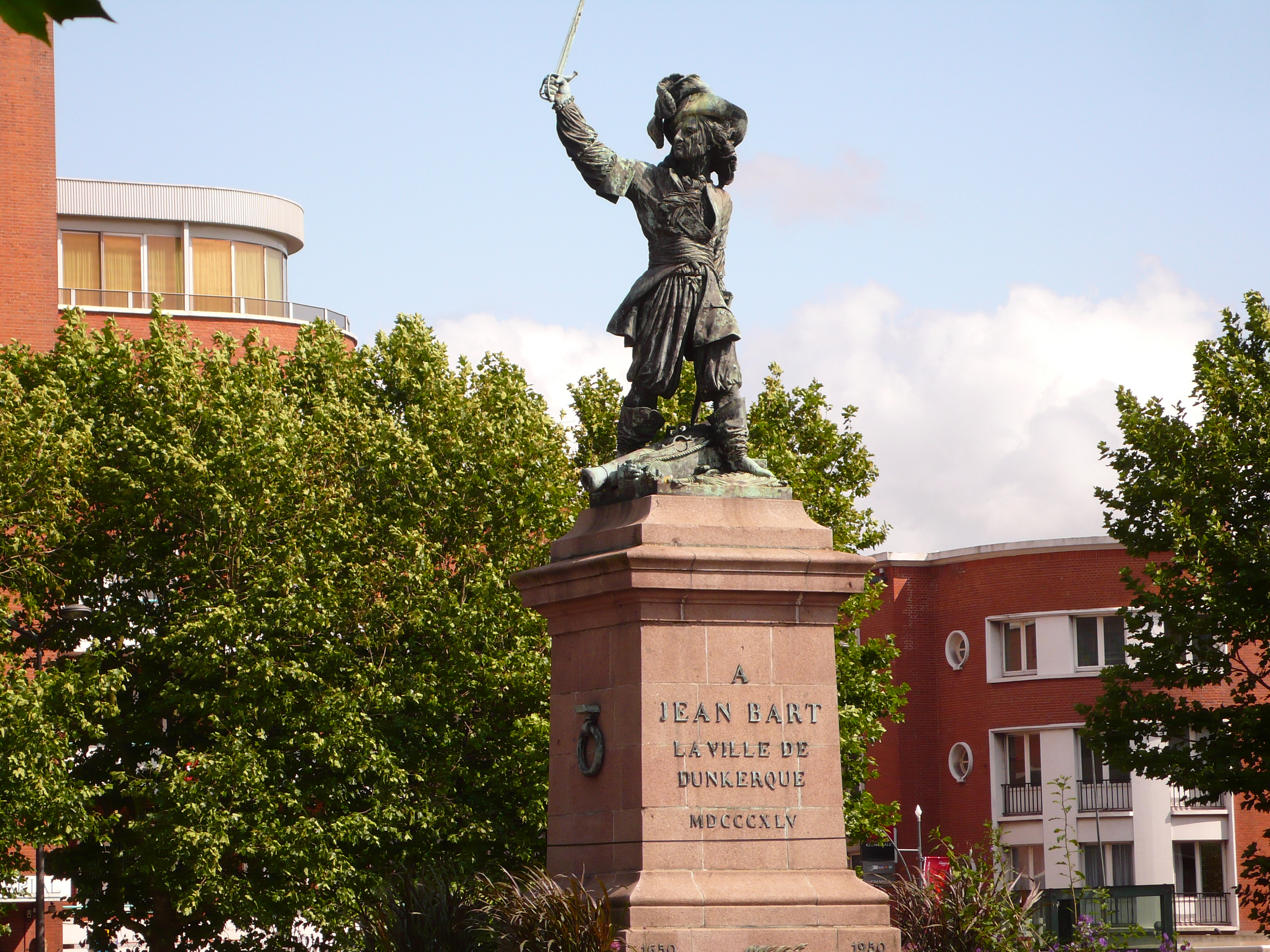
Estatua en su honor en Dunkerke

Ascendido a capitán de navío en junio de 1689, puso a punto una táctica de guerra basada en el uso divisiones de fragatas rápidas y manejables, una suerte de prefiguración de las bandas de submarinos de la Segunda Guerra Mundial.
En 1690, comandaba el L'Alcyon en la batalla del cabo Béveziers, y después escoltando convoyes en el mar del Norte después de romper el bloqueo de Dunkerque. En 1692, destruyó una flotilla de 80 navíos de pesca neerlandeses.
Su logro sin duda más famoso, y que le valió que Luis XIV le nombrara Chevalier de St. Louis, fue la recuperación frente a Texel de un enorme convoy de ciento diez naves cargadas de trigo, que Francia había comprado a Noruega (junio 1694), y que los neerlandeses habían capturado.
En junio de 1696, libró en Dogger Bank un violento combate con una escuadra neerlandesa, destruyendo más de 80 barcos, y reentrando en Dunkerke tras frustrar la vigilancia inglesa.
Promovido a jefe de escuadra en abril de 1697, dirigió al príncipe de Conti hacia Polonia para tomar posesión de su corona.
A punto de estallar la guerra de Sucesión de España, mientras preparaba una escuadra de guerra en Dunkerque, murió de pleuresía el 27 de abril de 1702.
Está enterrado en el cementerio de la Iglesia de St. Eloi.